# 60 mètres haies féminin aux championnats du monde d'athlétisme en salle 2024
Pour un article plus général, voir Championnats du monde d'athlétisme en salle 2024.
Navigation
2022 2025
L'épreuve du 60 mètres haies féminin des championnats du monde en salle de 2024 se déroule le 3 mars 2024 dans l'Emirates Arena de Glasgow, en Écosse.

## Résultats

### Séries
Les 3 premières de chaque série (Q) et les 6 meilleurs temps (q) se qualifient pour les demi-finales.
| Rang | Série | Couloir | Athlète                | Pays                      | Temps | Notes |
| ---- | ----- | ------- | ---------------------- | ------------------------- | ----- | ----- |
| 1    | 2     | 5       | Pia Skrzyszowska       | Pologne                   | 7.80  | Q, SB |
| 2    | 6     | 6       | Cyréna Samba-Mayela    | France                    | 7.81  | Q, SB |
| 3    | 1     | 5       | Nadine Visser          | Pays-Bas                  | 7.85  | Q     |
| 4    | 5     | 4       | Masai Russell          | États-Unis                | 7.89  | Q     |
| 5    | 6     | 4       | Cindy Sember           | Grande-Bretagne           | 7.89  | Q, PB |
| 6    | 4     | 4       | Sarah Lavin            | Irlande                   | 7.90  | Q, PB |
| 7    | 3     | 6       | Devynne Charlton       | Bahamas                   | 7.93  | Q     |
| 8    | 2     | 8       | Solenn Compper         | France                    | 7.96  | Q, PB |
| 9    | 2     | 3       | Christina Clemons      | États-Unis                | 7.96  | Q     |
| 10   | 4     | 6       | Reetta Hurske          | Finlande                  | 7.97  | Q, SB |
| 11   | 1     | 3       | Michelle Jenneke       | Australie                 | 7.97  | Q, SB |
| 12   | 5     | 6       | Luca Kozák             | Hongrie                   | 7.98  | Q, SB |
| 13   | 5     | 5       | Mariam Abdul-Rashid    | Canada                    | 7.99  | Q, PB |
| 14   | 1     | 7       | Giada Carmassi         | Italie                    | 8.03  | Q, PB |
| 15   | 2     | 4       | Karin Strazmetz        | Autriche                  | 8.04  | q     |
| 15   | 1     | 4       | Nika Glojnarič         | Slovénie                  | 8.05  | q, PB |
| 17   | 6     | 3       | Megan Tapper           | Jamaïque                  | 8.05  | Q     |
| 18   | 5     | 3       | Charisma Taylor        | Bahamas                   | 8.05  | q     |
| 19   | 2     | 6       | Gréta Kerekes          | Hongrie                   | 8.06  | q     |
| 20   | 3     | 7       | Xènia Benach           | Espagne                   | 8.08  | Q     |
| 21   | 6     | 7       | Diana Suumann          | Estonie                   | 8.09  | q, SB |
| 22   | 3     | 5       | Mette Graversgaard     | Danemark                  | 8.10  | Q     |
| 23   | 4     | 5       | Maayke Tjin-A-Lim      | Pays-Bas                  | 8.10  | Q     |
| 23   | 3     | 4       | Viktória Forster       | Slovaquie                 | 8.10  | q     |
| 25   | 6     | 2       | Stanislava Škvarková   | Slovaquie                 | 8.11  | SB    |
| 26   | 4     | 3       | Yanni Wu               | Chine                     | 8.12  | PB    |
| 27   | 1     | 6       | Masumi Aoki            | Japon                     | 8.13  | SB    |
| 28   | 3     | 3       | Veronica Besana        | Italie                    | 8.15  |       |
| 29   | 1     | 2       | Weronika Nagięć        | Pologne                   | 8.17  |       |
| 30   | 2     | 2       | Helena Jiranová        | Tchéquie                  | 8.19  |       |
| 31   | 4     | 7       | Dafni Georgiou         | Chypre                    | 8.19  | SB    |
| 32   | 5     | 7       | Hanna Plotitsyna       | Ukraine                   | 8.22  |       |
| 33   | 6     | 5       | Taylon Bieldt          | Afrique du Sud            | 8.25  | PB    |
| 34   | 3     | 2       | Elisavet Pesiridou     | Grèce                     | 8.28  |       |
| 35   | 4     | 8       | Vanessa Clerveaux      | Haïti                     | 8.29  |       |
| 36   | 4     | 2       | Milica Emini           | Serbie                    | 8.31  |       |
| 37   | 6     | 8       | Cho Yan Shing          | Hong Kong                 | 8.45  |       |
| 38   | 5     | 2       | Carolina de Melo Tomaz | Brésil                    | 8.46  | PB    |
| 39   | 2     | 7       | Ketiley Batista        | Brésil                    | 8.60  |       |
|      | 1     | 8       | Adrine Monagi          | Papouasie-Nouvelle-Guinée | DNF   |       |
|      | 3     | 8       | Yanla Ndjip-Nyemeck    | Belgique                  | DNF   |       |

### Demi-finales
Les 2 premières de chaque série (Q) et les 2 meilleurs temps (q) se qualifient pour la finale.
| Rang | Série | Couloir | Athlète              | Pays            | Temps | Notes  |
| ---- | ----- | ------- | -------------------- | --------------- | ----- | ------ |
| 1    | 1     | 5       | Devynne Charlton     | Bahamas         | 7.72  | Q      |
| 2    | 2     | 4       | Cyréna Samba-Mayela  | France          | 7.73  | Q, NR  |
| 3    | 1     | 6       | Pia Skrzyszowska     | Pologne         | 7.78  | Q, =PB |
| 4    | 3     | 6       | Masai Russell        | États-Unis      | 7.79  | Q, SB  |
| 5    | 2     | 6       | Sarah Lavin          | Irlande         | 7.90  | Q, =PB |
| 6    | 3     | 1       | Charisma Taylor      | Bahamas         | 7.91  | Q, =PB |
| 7    | 1     | 4       | Cindy Sember         | Grande-Bretagne | 7.95  | q      |
| 8    | 2     | 5       | Luca Kozák           | Hongrie         | 7.95  | q, SB  |
| 9    | 2     | 7       | Mariam Abdul-Rashid  | Canada          | 7.99  | =PB    |
| 10   | 1     | 7       | Christina Clemons    | États-Unis      | 7.99  |        |
| 11   | 3     | 7       | Megan Tapper         | Jamaïque        | 8.00  |        |
| 12   | 2     | 3       | Reetta Hurske        | Finlande        | 8.00  |        |
| 13   | 1     | 1       | Karin Strametz       | Autriche        | 8.00  | PB     |
| 14   | 3     | 4       | Solenn Compper       | France          | 8.04  |        |
| 15   | 2     | 8       | Viktória Forster     | Slovaquie       | 8.04  | SB     |
| 16   | 3     | 5       | Michelle Jenneke     | Australie       | 8.05  |        |
| 17   | 2     | 2       | Mette Graversgaard   | Danemark        | 8.07  | SB     |
| 18   | 3     | 8       | Gréta Kerekes        | Hongrie         | 8.12  |        |
| 19   | 1     | 3       | Xènia Benach         | Espagne         | 8.12  |        |
| 20   | 1     | 2       | Stanislava Škvarková | Slovaquie       | 8.16  |        |
| 21   | 2     | 1       | Nika Glojnarič       | Slovénie        | 8.17  |        |
| 22   | 1     | 8       | Diana Suumann        | Estonie         | 8.22  |        |
| 23   | 3     | 2       | Giada Carmassi       | Italie          | 8.27  |        |
| 24   | 3     | 3       | Nadine Visser        | Pays-Bas        | 8.42  |        |

### Finale
| Rang               | Couloir | Athlète             | Pays            | Temps | Notes |
| ------------------ | ------- | ------------------- | --------------- | ----- | ----- |
| Médaille d'or      | 4       | Devynne Charlton    | Bahamas         | 7.65  | WR    |
| Médaille d'argent  | 5       | Cyréna Samba-Mayela | France          | 7.74  |       |
| Médaille de bronze | 6       | Pia Skrzyszowska    | Pologne         | 7.79  |       |
| 4                  | 3       | Masai Russell       | États-Unis      | 7.81  |       |
| 5                  | 7       | Sarah Lavin         | Irlande         | 7.91  |       |
| 6                  | 2       | Charisma Taylor     | Bahamas         | 7.92  |       |
| 7                  | 8       | Cindy Sember        | Grande-Bretagne | 7.92  |       |
| 8                  | 1       | Luca Kozák          | Hongrie         | 8.01  |       |

## Légende
Records et Performances
- AR : Record continental (area record)
- CR : Record des championnats (championship record)
- MR : Record du meeting (meet record)
- NR : Record national (national record)
- OR : Record olympique (olympic record)
- PR : Record paralympique (paralympic record)
- PB : Record personnel (personal best)
- SB : Meilleure performance personnelle de la saison (season's best)
- WL : Meilleure performance mondiale de l'année (world leader)
- WJR : Record du monde junior (world junior record)
- WR : Record du monde (world record)

Circonstances et Conditions
- DNF : N'a pas terminé (did not finish)
- DNS : N'a pas pris le départ (did not start)
- DQ : Disqualification (disqualification)
- NM : Aucun essai valable enregistré (No Mark)
- Q : Qualifié « directement » au prochain tour (ou à la prochaine compétition), lors d'une compétition majeure, grâce au classement ou à la réalisation des minima (automatic qualifier)
- q : Qualifié au prochain tour (ou à la prochaine compétition), lors d'une compétition majeure, grâce au repêchage ou à la réalisation de l'une des meilleures performances parmi celles des « non qualifiés directement » (grâce au meilleur temps ou à la meilleure distance par exemple) (secondary qualifier)